# Аманжол, Татьяна Витальевна
Татьяна Витальевна Аманжол (урожд. Бакатюк; род. 17 октября 1985) — казахстанская спортсменка, борец вольного стиля, чемпионка и призёр чемпионатов Азии, призёр Азиатских игр, участник двух Олимпийских игр.

## Биография
Четырёхкратная чемпионка Азии, неоднократный чемпион Казахстана, мастер спорта Республики Казахстан международного класса.
Участница Олимпиады — 2008 в Пекине, занявшая 5 место.
На Олимпиаде — 2020 в Токио, заняла 12 место.
Выступает за Динамо Астана.